# 社会主義エチオピア

社会主義エチオピア暫定軍事政権
የኅብረተሰብአዊት ኢትዮጵያ ጊዜያዊ ወታደራዊ መንግሥት

国歌: ኢትዮጵያ, ኢትዮጵያ, ኢትዮጵያ ቂዳ ሚ（アムハラ語）
エチオピアよ、エチオピアよ、エチオピアよ全ての上であれ

社会主義エチオピア(しゃかいしゅぎエチオピア、アムハラ語: የኅብረተሰብአዊት ኢትዮጵያ ጊዜያዊ ወታደራዊ መንግሥት)、デルグ (アムハラ語: ደርግ)、正式には臨時軍事行政評議会 (PMAC) は、かつてエチオピアに存在した軍事政権、社会主義国家である。
マルクス・レーニン主義を掲げていた。また、ソビエト連邦の影響下に置かれていた東側諸国の一つでもあった。

## 解説
1975年にエチオピア革命により成立したが、1976年には年率50％のインフレーションとエリトリア解放戦線とのエチオピア内戦、エリトリア独立戦争での戦闘、労働者による賃上げ要求のストライキが続出し、国は疲弊。1977年にはメンギスツ・ハイレ・マリアムがPMAC議長に就任すると、恐怖政治や粛清で数十万人が殺害された。1987年にはメンギスツは大統領に就任し、国名をエチオピア人民民主共和国に変更した。